# Нідерланди в Європейському Союзі
Відносини між Королівством Нідерландів та Європейським Союзом — це вертикальні відносини між наднаціональною організацією та однією з її країн-членів.